# Mastopexia

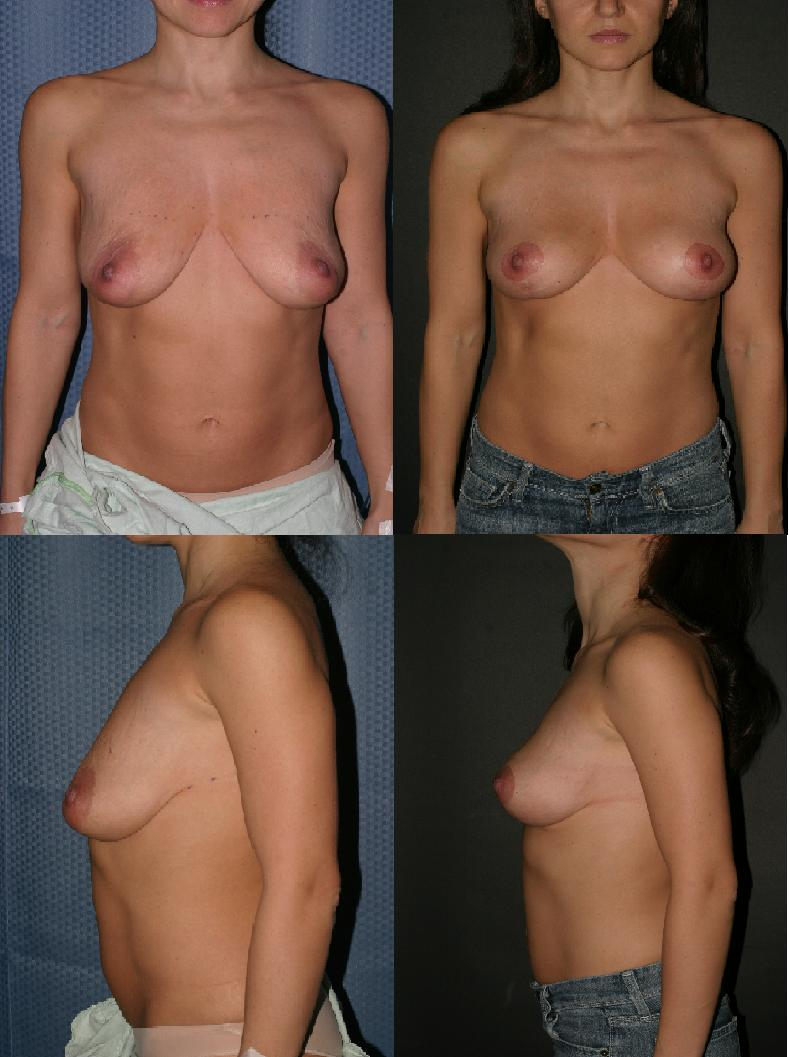

Mastopexia refere-se a um grupo de intervenções cirúrgicas eletivas destinadas a levantar ou mudar a forma dos seios de uma pessoa. A mastopexia pode envolver o reposicionamento da aréola e do mamilo, assim como o levantamento do tecido mamário e remoção de pele.
Indicada para as mulheres que possuem flacidez nas mamas, a cirurgia consiste basicamente na retirada do excesso de pele e recolocação dos mamilos. Isso faz com que os seios fiquem mais firmes e simétricos.
A mastopexia é também conhecida popularmente como lifting de mama. O procedimento normalmente é procurado por mulheres que passaram por gestação, amamentação, ganho ou perda de peso, ocasionando no excesso de pele das mamas.
O procedimento de mastopexia pode ser feito através de diferentes técnicas de incisões cirúrgicas. As principais são: âncora, T invertido e peri areolar. O médico cirurgião plástico, a partir de uma análise minuciosa da mama da paciente irá recomendar a melhor técnica de acordo com cada paciente.
Em alguns casos, o médico poderá optar apenas por fazer uma mamoplastia de aumento através da inserção de uma prótese de silicone, a qual irá preencher o excesso de pele da mama, sem a necessidade de fazer a retirada de pele.
Após a cirurgia de de lifting de mama, são necessários alguns cuidados. 
- Atividade físicas excessivas devem ser evitadas por um período de pelo menos duas semanas após a cirurgia.
- O retorno ao trabalho poderá ser feito cerca de uma semana após o procedimento. Esse período de afastamento dependerá das condições de saúde da paciente e do tipo de trabalho exercido por ela.

- O cirurgião poderá recomendar que sejam evitadas relações sexuais por cerca de duas a quatro semanas.
- Geralmente é recomendado que a paciente utilize um sutiã cirúrgico específico para o período pós operatório.
- Os pontos deverão ser removidos em etapas durante um período de aproximadamente três semanas, começando cerca de uma semana após a cirurgia.
- Poderá haver uma perda de sensibilidade nas áreas do mamilo e aréola. Normalmente essa condição é temporária, entretanto o cirurgião plástico poderá orientar melhor a paciente com relação a isso.

Os resultados normalmente são satisfatórios quando o procedimento é realizado por um cirurgião plástico certificado e são tomados todos os cuidados necessários para o sucesso da cirurgia.